# Van Straelenklasse
De Van Straelenklasse was een serie van zestien ondiepwatermijnenvegers van de Koninklijke Marine. De vaartuigen werden tussen 1960 en 1962 in gebruik genomen en bleven in dienst tot 1984.

## Schepen
| Naamsein | Naam                       | In dienst | Uit dienst |
| -------- | -------------------------- | --------- | ---------- |
| M868     | Hr.Ms. Alblas              |           | 1984       |
| M869     | Hr.Ms. Bussemaker          |           | 1984       |
| M870     | Hr.Ms. Lacomblé            | 1960      | 1984       |
| M871     | Hr.Ms. Van Hamel           |           | 1984       |
| M872     | Hr.Ms. Van Straelen        |           | 1984       |
| M873     | Hr.Ms. Van Moppes          |           | 1984       |
| M874     | Hr.Ms. Schömpff            |           | 1984       |
| M875     | Hr.Ms. Van Well Groeneveld |           | 1984       |
| M876     | Hr.Ms. Schuiling           |           | 1984       |
| M877     | Hr.Ms. Van Versendaal      |           | 1984       |
| M878     | Hr.Ms. Van der Wel         |           | 1984       |
| M879     | Hr.Ms. Van 't Hoff         |           | 1984       |
| M880     | Hr.Ms. Mahu                |           | 1984       |
| M881     | Hr.Ms. Staverman           |           | 1984       |
| M882     | Hr.Ms. Houtepen            |           | 1984       |
| M883     | Hr.Ms. Zomer               |           | 1984       |

De schepen zijn genoemd naar militairen die tijdens en kort na de Tweede Wereldoorlog postuum zijn onderscheiden met de Militaire Willemsorde of het Bronzen Kruis.
In 2021 is er nog één varende en in originele staat verkerende mijnenveger van de van Straelenklasse: de Hr.Ms. MAHU. Dit schip wordt onder beheer van de stichting Promotie Maritieme Tradities onderhouden en varende gehouden.
Tevens heeft het Zeekadetkorps Nederland (ZKKN) een paar schepen uit deze klasse in "bruikleen". Zo vaart het ZKK Veere met de M870: OS. Lacomblé en het ZKK Moerdijk vaart met de M877: OS Van Versendaal. De schepen van het ZKK varen in een bruin/creme/zwart kleurenschema.

## Ontwerp en bouw
De schepen hadden een standaardwaterverplaatsing van 151 ton. Ter voortstuwing beschikten deze schepen over twee Stork Werkspoor dieselmotoren met een vermogen van 550pk elk. Deze motoren waren in aluminium gegoten om de magnetische velden van het schip zo klein mogelijk te houden. Dit in verband met de magnetisch geactiveerde mijnen destijds. Als veegmotor was een derde Stork Werkspoor met 550Pk die met gelijkstroom dynamo een magnetisch veld achter de boot diende op te wekken. De bewapening bestond uit een enkel 20mm snelvuurkanon, dit kanon werd echter vooral gebruikt om mijnen tot ontploffing te brengen.

## Taken
De mijnenvegers van de Van Straelenklasse werden vooral gebruikt voor het mijnenvrij maken van ondiepe wateren zoals havens, riviermondingen en (kust)wateren, waaronder scheepvaartroutes.